# Kaluzsszko-Rizsszkaja
A Kaluzsszko-Rizsszkaja (oroszul: Калужско-Рижская линия) a moszkvai metró 6-os számozású, narancs színnel jelölt vonala. Nyolc kocsiból álló, 81–717/714 típusú szerelvények közlekednek rajta.

## Szakaszok átadása
| Szakasz                                    | Átadás               | Hossz         |
| ------------------------------------------ | -------------------- | ------------- |
| Proszpekt Mira–VDNH                        | 1958. május 1.       | 4,5 km        |
| Oktyabrszkaja–Novije Cserjomuski           | 1962. október 13.    | 8,1 km        |
| Novije Cserjomuski–Kaluzsszkaja (átmeneti) | 1964. április 14.    | 1,5 km        |
| Oktyabrszkaja–Kitaj-gorod                  | 1970. december 30.   | 3,9 km        |
| Kitaj-gorod–Proszpekt Mira                 | 1971. december 31.   | 3,2 km        |
| Novije Cserjomuski–Beljajevo               | 1974. augusztus 12.  | 3,6 - 1,5 km* |
| VDNH–Medvedkovo                            | 1978. szeptember 30. | 8,1 km        |
| Sabolovszkaja                              | 1980. november 6.    | –             |
| Beljajevo–Tyoplij Sztan                    | 1987. november 6.    | 2,9 km        |
| Tyoplij Sztan–Bitcevszkij Park             | 1990. január 17.     | 3,6 km        |
| Összesen:                                  | 24 állomás           | 37,6 km       |

*Az 1974-es fejlesztéskor a Kaluzsszkaja állomást lezárták.

## Képek

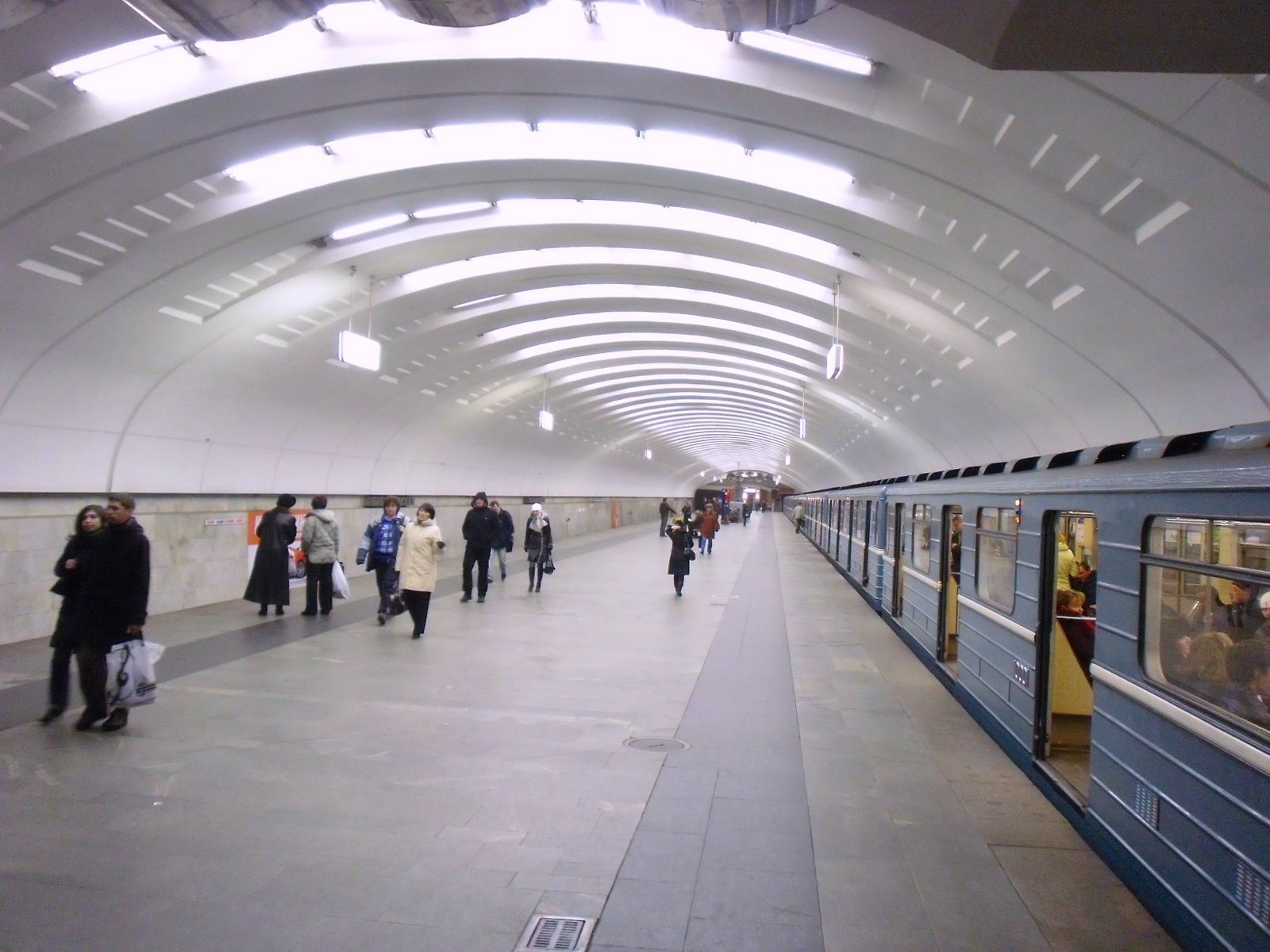
A Babusinszkaja állomás